# Cmentarz żydowski w Ślesinie
Cmentarz żydowski w Ślesinie – cmentarz mieści się w miejscowości Różopole, przy ulicy Tulipanowej. Został założony w XIX wieku. W czasie II wojny światowej został zdewastowany przez nazistów. Do tej pory nie zachowała się na nim żadna macewa. Cmentarz nie jest restytuowalny.